# Octopus minor
Octopus minor is een inktvissensoort uit de familie van de Octopodidae. De wetenschappelijke naam van de soort werd voor het eerst geldig gepubliceerd in 1920 door Sasaki als Polypus macropus minor.